# To teleftaio psemma
To teleftaio psemma  (grec: Το τελευταίο ψέμα l'última mentida) és una pel·lícula dramàtica grega de 1958 dirigida per Michael Cacoyannis. Va ser inscrit al 11è Festival Internacional de Cinema de Canes.

## Argument
Els Pella són magnats que s'enfronten a la ruïna financera. Desesperats per ocultar la terrible situació en què es troben i mantenir el seu estatus social, planegen casar la seva bella filla Chloe amb un home de mitjana edat ric i avorrit. Atrassada entre la cura de la seva família i el seu amor condemnat pel seu jove però pobre xicot, Chloe fuig amb la seva mainadera jubilada al santuari de Tinos.

## Repartiment
- Ellie Lambeti com a Chloe Pella[3]
- Athena Michailidou com a Roxanni Pella
- Eleni Zafeiriou com a Katerina
- Giorgos Pappas com a Kleon Pellas (com a Georgios Pappas)
- Michalis Nikolinakos com a Galanos
- Dimitris Papamichael com a Markos
- Minas Christidis com a Nikos Dritsas
- Vasilis Kailas com a Vasilakis (com a Vasilakis Kailas)
- Zorz Sarri
- Despo Diamantidou
- Mary Chronopoulou
- Despoina Nikolaidou
- Dimitris Hoptiris
- Dimitra Zeza
- Nikos Fermas
- Nikos Kourkoulos